# ラウラ・ヴィーンロイター
ラウラ・ヴィーンロイター（Laura Wienroither、1999年1月13日 - ）は、オーストリア・オーバーエスターライヒ州フェクラブルック出身の女子サッカー選手。マンチェスター・シティWFC所属。オーストリア女子代表。ポジションはサイドバック。

## 経歴

### クラブ
2005年、6歳の時にTSVフランケンブルクでサッカーを始める。オーストリア・女子ブンデスリーガ1部に属するウニオン・クラインミュンヘンとSVノイレングバッハを経て、2017年夏に同リーグのSKNザンクト・ペルテンに移籍する。2017年10月のマンチェスター・シティ戦でUEFA女子チャンピオンズリーグデビューを飾る。
2018年夏、オーストリア女子代表の同僚であるカタリーナ・ナッシェンヴェングとザンクト・ペルテンのチームメートであるジェニファー・クラインと共にドイツ・ブンデスリーガ1部に属するTSG1899ホッフェンハイムに移籍。
2019年2月FCバイエルン・ミュンヘン戦でドイツ・ブンデスリーガ1部デビューを果たす。
2020年4月、ホッフェンハイムとの契約を2022年まで延長した。
2021年8月、UEFA女子チャンピオンズリーグの2次ラウンドではスウェーデン王者のFCローゼンゴード相手に2試合連続で得点を決めた。
2021年9月、ドイツ・ブンデスリーガにおける1.FCケルン戦で1-1で向かえた後半77分、2点目のゴールを決めチームに勝利をもたらす活躍を見せる。
2022年1月、イングランド・FA WSLに属し、ロンドンを本拠地とするアーセナルFCへ移籍する。オーストリア女子代表の同僚、GKのマヌエーラ・ツィンスベルガー及び、同じく代表のキャプテンヴィクトリア・シュナーダーベックも同チームでプレーしている。
2025年1月30日、2024-25シーズン終了までマンチェスター・シティへ期限付き移籍することが発表された。

### オーストリア代表
U-17、U-19のオーストリア代表を経験した後、2018年3月キプロス・カップのウェールズ戦でオーストリア女子A代表デビューを果たす。
UEFA欧州女子選手権2022ではオーストリア代表の主力として、開幕戦のイングランド代表戦を始め、合計3試合でフル出場を果たした。

## タイトル
- SKNザンクト・ペルテン
  -  オーストリア・ブンデスリーガ1部 優勝: 1回（2018）
  - オーストリア・レディースカップ 優勝: 1回（2018）